# Lista över Thrakiens monarker
Odrysiska kungariket var ett antik kungadöme som låg i den historiska provinsen Thrakien. Denna lista inkluderar främst odrysiska regenter men innehåller likväl självständiga thrakiska regenter. Odrysiska kungar kallade sig kung över Thrakien men ingen av dessa hade faktiskt makt över hela Thrakien. Deras makt varierade beroende på deras relationer med de lokala stammarna.

## Regenter
- Teres I, son till Odryses? 460 f.Kr.–445 f.Kr.
- Sparatocos, son till Teres I 450–431 f.Kr.
- Sitalces eller Sparatocos, son till Teres I 431–424 f.Kr.
- Seuthes I, son till Sparatokos 424–410 f.Kr.[3]
- Amadocus I, son till Sitalkes 408–389 f.Kr.
- Seuthes II, son till Maisades son till Sparatokos 405–387 f.Kr.
- Hebryzelmis, son till Seuthes I 387–383 f.Kr.
- Cotys I, son till Seuthes I eller Seuthes II 384–359 f.Kr.
- Cersobleptes, son till Cotys I, i östra Thrakien, avsatt någon gång, 359–341 f.Kr.
- Berisades, tros vara barnbarn till Seuthes I, i västra Thrakien, 359–352 f.Kr.
- Amatokos II, son till Amatokos I, i centrala Thrakien, 359–351 f.Kr.
- Cetriporis, son till Berisades, i västra Thrakien, 356–351 f.Kr.
- Teres II, son till Amatokos II,  i centrala Thrakien, avsatt, 351–341 f.Kr.
- (Under Makedonsk kontroll, 341-331 f.Kr.)
- Seuthes III, son till Cotys I 331–300 f.Kr.
- Cotys II, son till Seuthes III 300–280 f.Kr.
- Raizdos (möjligtvis samma person som Roigos), son till Cotys II? 280 f.Kr. – ?
- Cotys III, son till Raizdos 270 f.Kr.
- Rhescuporis I, son till Cotys III 240–215 f.Kr.
- Seuthes IV, son till Rhescuporis I, eller Teres III[1] 215–190 f.Kr.
- Pleuratus[4] 213–208 f.Kr., en thrakisk eller illyrisk kung som attackerat Tylis

### Astaeiska linjen
- Teres III, son till Amatokos III, eller Seuthes III[1] 149 f.Kr.
- Roigos (möjligen samma person som Raizdos), son till Seuthes IV?
- Amatokos III, son till Seuthes IV, 184 f.Kr.
- Cotys IV, son till Seuthes IV 171–167 f.Kr.
- Beithys, son till Cotys IV ? – 120 f.Kr.
- Cotys V, son till Beithys 120 f.Kr. – ?
- Sadalas I, son till Cotys V 87–79 f.Kr.
- Cotys VI, son till Sadalas I 57–48 f.Kr.
- Sadalas II, son till Cotys VI 48–42 f.Kr.
- Sadalas III, son till Sadalas II 42–31 f.Kr.
- Cotys VII, son till Sadalas II 31–18 f.Kr.
- Rhescuporis II, son till Cotys VII, och Rhascus 18–11 f.Kr.

### Sapaeiska linjen
- Cotys I, son till Rheometalces

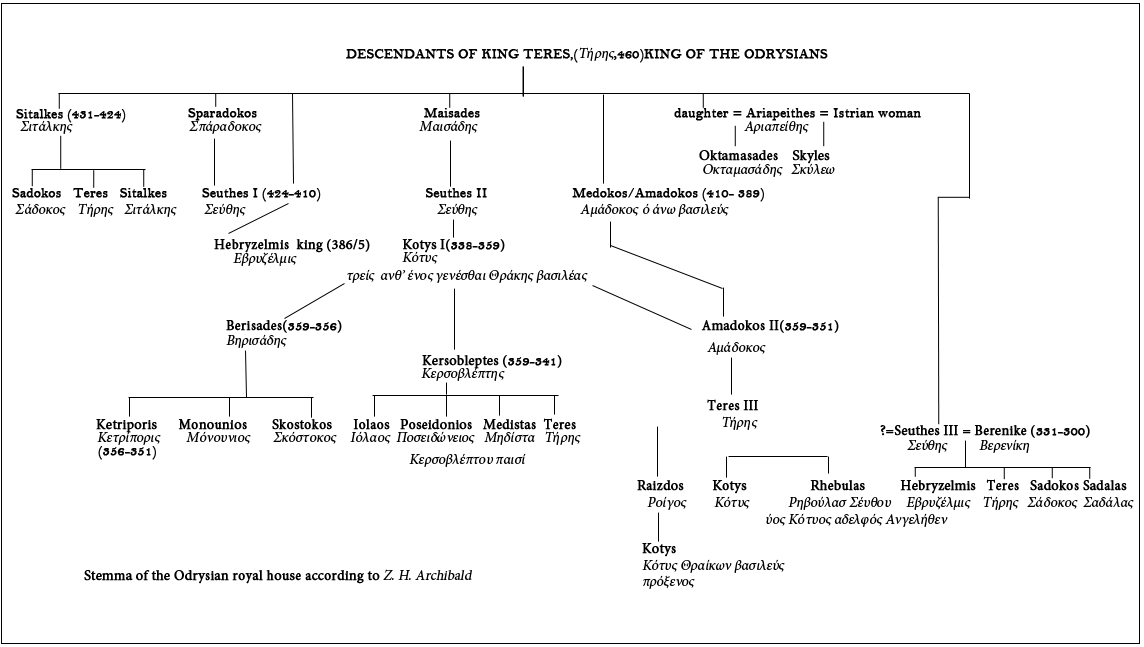
Släktkarta över grundarna av det odrysiska kungariket

- Rhescuporis I, son till Cotys I 48–42 f.Kr.
- Cotys II, son till Rhescuporis I 42–31 f.Kr.
- Rhoemetalces I, son till Kotys II 31 f.Kr. – 12 e.Kr.
- Rhescuporis II, son till Kotys II 12–19
- Cotys VIII, son till Rhoemetalces I 12–18
- Rhoemetalces II, son till Cotys VIII 19–38
- Rhoemetalces III, son till Rhescuporis II 38–46
- Pythodoris II, hustru och samregent till Rhoemetalces III 38–46